# Shanieka Rickettsová
Shanieka Rickettsová (* 2. února 1992) je jamajská atletka, jejíž specializací je trojskok. Je stříbrnou medailistkou z Letních olympijských her 2024 a dvojnásobnou vicemistryní světa z let 2019 a 2022.

## Osobní rekordy

#### Hala
- 14,08 m – 8. února 2013, Albuquerque

#### Venku
- 14,98 m – 28. května 2021, Dauhá